# Râul Pegnitz
Pegnitz este un râu cu lungimea de 102 km din Franconia, care la Fürth prin confluare cu Rednitz ia naștere râul Regnitz (59 km). Numele râului provine din indo-germana „bhog-Paginza” (în traducere „Apă curgătoare”).

## Curs
Izvorul râului se află în orașul Pegnitz la „Schlossberg” (543 m), izvorul este într-o regiune de carst, la început Pegnitz curge spre sud traversând Neuhaus an der Pegnitz, Velden (Pegnitz) și Hersbruck. Râul va traversa Parcul național Fränkische Schweiz-Veldensteiner Forst, de unde curge spre vest prin localitățile Lauf an der Pegnitz, Nürnberg spre Fürth, unde în nordul orașului se unește cu Rednitz, formând râul Regnitz.

## Localități traversate
- Pegnitz
- Neuhaus an der Pegnitz
- Velden an der Pegnitz
- Hersbruck
- Lauf an der Pegnitz
- Röthenbach an der Pegnitz
- Nürnberg

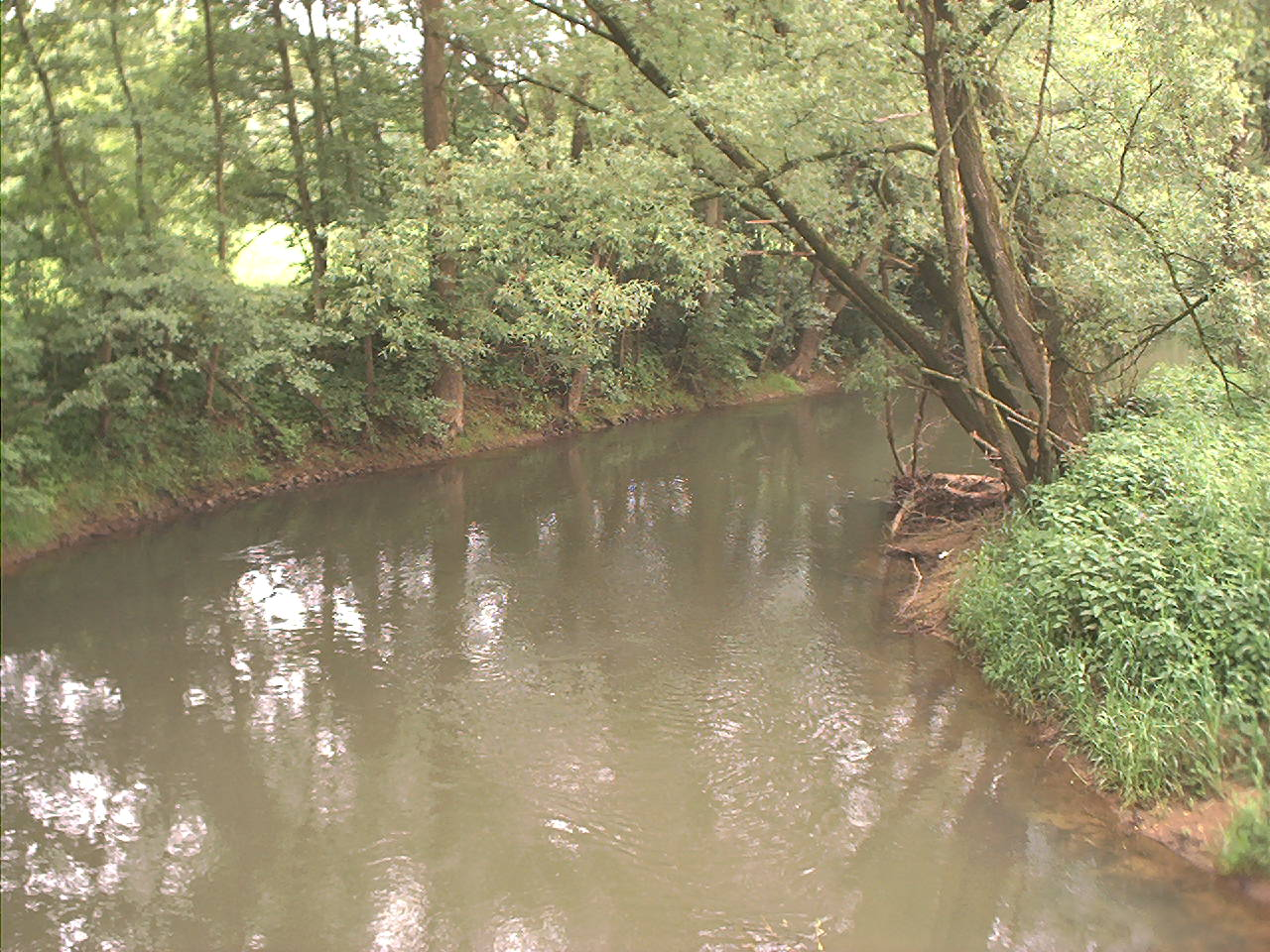
Pegnitz la Lauf-Wetzendorf

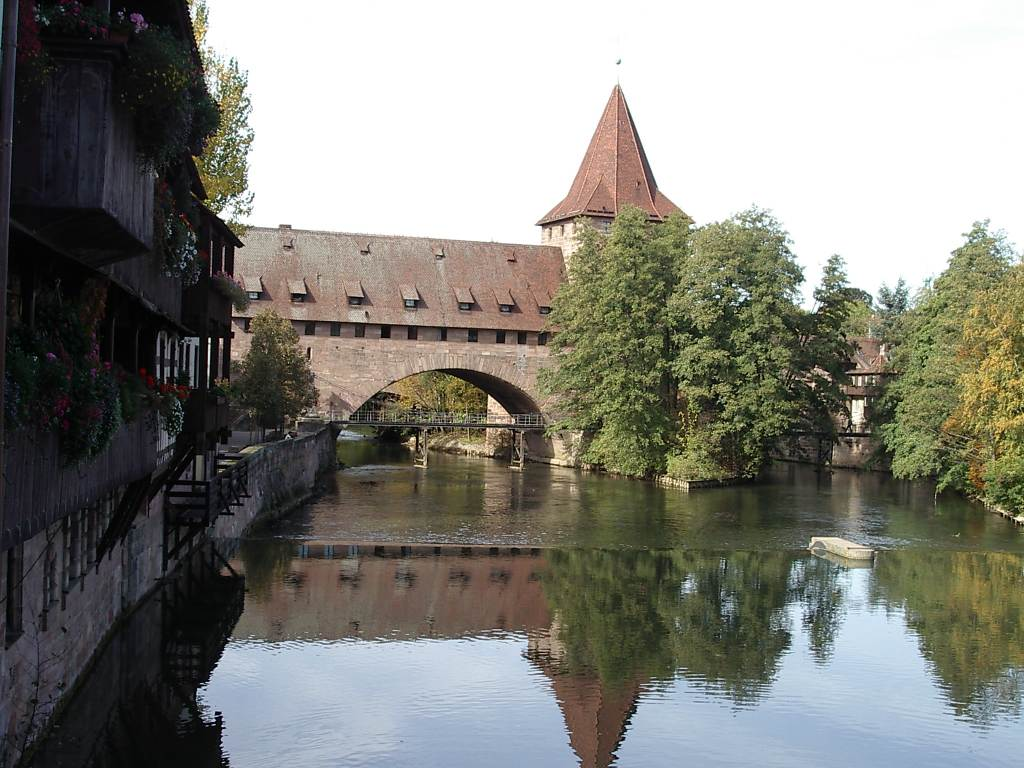
Pegnitz in Nürnberg: Fronfeste si Schlayerturm

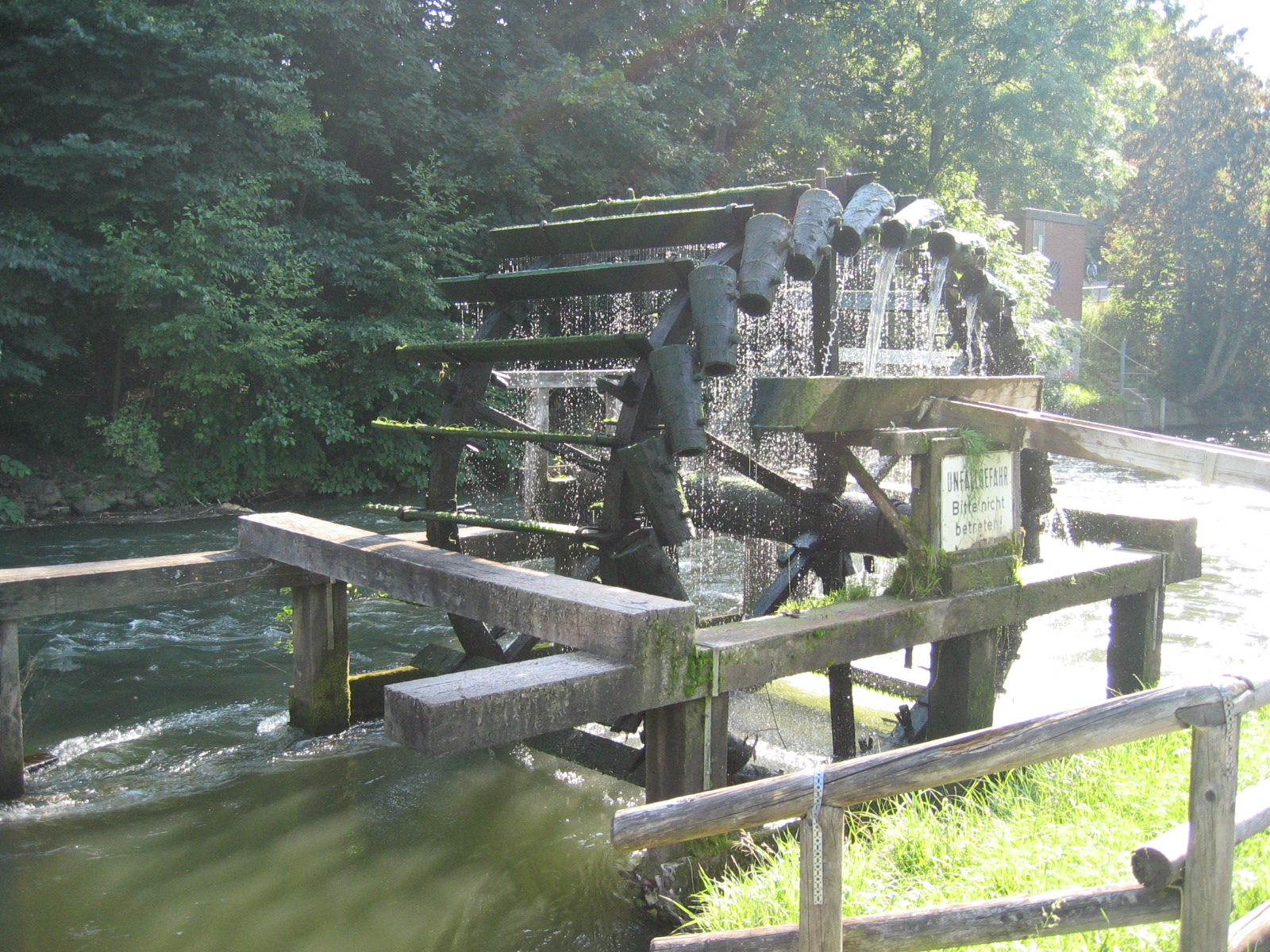
Roată de moară la Nürnberg

Prin orașul Nürnberg curge ca. 14 km, în partea răsăriteană a orașului alimentează lacul de acumulare Wöhrder See, râul în continuare trece pe sub poduri numeroase dintre care se poate aminti podul suspendat (Kettensteg) care a fost construit în anul 1824, urmează spre vest podul Maxbrücke, albia râului pe unele porțiuni a trebuit restaurată ca și roata de moară.

## Afluenți
- Fichtenohe
- Flembach
- Hirschbach
- Högenbach
- Happurger Bach
- Sittenbach
- Hammerbach
- Sandbach
- Schnaittach
- Röttenbach
- Bitterbach
- Röthenbach
- Langwassergraben
- Tiefgraben
- Goldbach